# Harald Kügler (Produzent)
Harald Kügler (* 20. Jahrhundert) ist ein deutscher Filmproduzent.

## Leben
Harald Kügler studierte Wirtschaft und Betriebstechnik. Ab 1971 wurde er im Filmbereich als Produktions- und Herstellungsleiter tätig. 1985 wurde er Produzent und Gesellschafter der Münchener Olga Film. Dort baute er u. a. die ZDF-Kriminalfilmserie Kommissarin Lucas mit auf. 2016 trat er aus der Geschäftsführung zurück, blieb aber als freier Produzent erhalten.
2001 wurde er für Die Einsamkeit der Krokodile mit dem Bayerischen Filmpreis geehrt. Für Kirschblüten – Hanami wurde er 2008 mit dem Bayerischen Filmpreis und dem Deutschen Filmpreis in Silber ausgezeichnet.
2011 wurde er für Vincent will Meer mit dem Deutschen Filmpreis und dem Jupiter ausgezeichnet.
Kügler ist Mitglied der Deutschen Filmakademie.

## Filmografie (Auswahl)
- 1989: Geld
- 1992: Langer Samstag
- 1992: Kleine Haie
- 1997: Bandits
- 1998: 2 Männer, 2 Frauen – 4 Probleme!?
- 2000: Die Einsamkeit der Krokodile
- 2001: Mädchen, Mädchen
- 2003: Ganz und gar
- seit 2003: Kommissarin Lucas (Fernsehfilmserie)
- 2004: Napola – Elite für den Führer
- 2004: Mädchen, Mädchen 2 – Loft oder Liebe
- 2006: Schwere Jungs
- 2008: Wir sind das Volk – Liebe kennt keine Grenzen
- 2008: Kirschblüten – Hanami
- 2010: Vincent will Meer
- 2012: Tatort: Ein neues Leben
- 2013: Da geht noch was
- 2014: Alles inklusive
- 2016: Der Hodscha und die Piepenkötter
- 2016: Grüße aus Fukushima